# به‌سوی جنگل (فیلم)
به‌سوی جنگل (به انگلیسی: Into the Woods) یک فیلم فانتزی موزیکال آمریکایی محصول سال ۲۰۱۴ که توسط والت دیزنی پیکچرز تولید شده‌است. این فیلم به کارگردانی راب مارشال اقتباسی از اثر جیمز لاپین و استفان سوندهایم به همین نام می‌باشد. در این فیلم بازیگرانی همچون مریل استریپ، امیلی بلانت، جیمز کوردن، آنا کندریک، کریس پاین، تریسی آلمن، کریستینه بارانسکی، مکنزی موزی و جانی دپ ایفای نقش می‌کنند.

## خلاصه داستان
یک نانوا و همسرش که به شدت خواهان بچه‌دار شدن هستند، برای رسیدن به هدف خود با جادوگری معامله می‌کنند. جادوگر به آن‌ها وعدهٔ یک کودک را می‌دهد اگر بتوانند برای او شنلی به قرمزی خون(شنل قرمزی)، گاوی به سفیدی شیر (جک و لوبیای سحرآمیز)، کفش‌هایی از طلای خالص (سیندرلا) و مقداری از موهای زرین (راپانزل) را بیاوردند. برای به دست آوردن این اقلام، نانوا باید به درون جنگلی تاریک و اسرارآمیز سفر کرده و با غولی که تهدید به نابودی تمام روستاییان می‌کند به مبارزه بپردازد.

## بازیگران
| بازیگر          | نقش          | توضیح                         |
| --------------- | ------------ | ----------------------------- |
| آنا کندریک      | سیندرلا      | از افسانه سیندرلا             |
| دنیل هاتلستون   | جک           | از افسانه جک و لوبیای سحرآمیز |
| جیمز کوردن      | نانوا        |                               |
| امیلی بلانت     | همسر نانوا   |                               |
| کریستینه برنسکی | نامادری      | از افسانه سیندرلا             |
| تمی بلانچرد     | فلوریندا     | از افسانه سیندرلا             |
| لوسی پانچ       | لوسیندا      | از افسانه سیندرلا             |
| لیلا کرافورد    | شنل قرمزی    | از افسانه شنل قرمزی           |
| مریل استریپ     | جادوگر       | از افسانه راپانزل             |
| کریس پاین       | پرنس چارمینگ | از افسانه سیندرلا             |
| مکنزی موزی      | راپانزل      | از افسانه راپانزل             |
| بیلی مگنوسن     | شاهزاده      | از افسانه راپانزل             |
| تریسی آلمن      | مادر جک      | از افسانه جک و لوبیای سحرآمیز |
| سیمون راسل بیل  | پدر نانوا    |                               |
| جوانا ریدینگ    | مادر سیندرلا | از افسانه سیندرلا             |
| جانی دپ         | گرگ          | از افسانه شنل قرمزی           |
| آنت کراسبی      | مادربزرگ     | از افسانه شنل قرمزی           |
| ریچارد گلور     | مباشر        | از افسانه سیندرلا             |

## جوایز
این فیلم کاندیدای ۳ اسکار (کاندیدای اسکار بهترین بازیگر نقش مکمل زن-کاندیدای اسکار بهترین طراحی لباس-کاندیدای اسکار بهترین کارگردانی هنری) در سال ۲۰۱۵ شد.